# Черненко Платон Петрович (Чорний Ворон)
Черне́нко Плато́н Петро́вич (псевдонім Чорний Ворон), (?, Криворіжжя — грудень 1922) — військовий діяч часів УНР, повстанський отаман.

## Біографічні відомості
Платон Петрович Черненко — отаман Чорний Ворон, народився на Криворіжжі.
Фельдшер загону та Комендант штабу отамана Іванова (до 1921).
У травні — червні 1920 року полк Іванова приєднався до Олександрійської (Степової) дивізії Костя Блакитного.
До пізньої осені 1920 р. — разом із загоном Іванов перебував у лавах Степової дивізії. Потім загін приєднався до війська республіки Холодного Яру.
Як комендант штабу, багато зробив для збільшення кількістного складу військового підрозділу. Його ряди весь час зростали. Цьому сприяли й репресії совєтської влади, яка, боролася не стільки з повстанцями, скільки зі всім українським в цілому.
Загін діяв спільно з отаманом Лютим (Ялисеєм Черевиком), пізніше з отаманом Андрієм Гнибідою (Чорновусом) та полковником Костянтином Здобудь-Волею.
У Криворізькому повіті повстанці не тільки наскакували на продзагони, роззброювали міліціонерів, затримували ЧКістів, а й проводили агітаційну роботу. Посилали у навколишні села своїх представників із закликами не здавати продовольчого податку і зі зброєю захищати свої права.
В кінці 1920 — на початку 1921 років ЧК розроблює та починає реалізовувати ряд спецоперацій щодо підриву українського визвольного руху та ліквідації його лідерів. Чекісти вистежили і вбили Іллю Іванова.
Після вбивства отамана, на початку 1922 року, керівництво загону перебрав на себе Платон Черненко (назвавшись — отаман Чорний Ворон).
1922 року під його командою було 200 вершників, що мали на озброєнні 5 кулеметів. За три-чотири дні міг посадити на коні ще 200 чоловік. Діяв у Новоустинівській, Новобузькій волостях та у всьому Криворізькому повіті.
До його загону приєднується Костянтин Здобудь-Воля і вони спільно ведуть підготовку до нового повстання. З цією метою Здобудь-Воля вирушає по півдню України для налагодження зв'язків з іншими отаманами.
Зв'язуючою ланкою та координатором цих контактів є Чорний Ворон, що висилає своїх кур'єрів до повстанських отаманів.
В цей же час ЧК розробило та приступило до реалізації спецоперації з остаточної ліквідації українського повстанського руху Холодного Яру та Чорного Лісу, та фізичного знищення повстанських отаманів.
17 серпня 1922 року до Товстої могили, що неподалік с. Варварівки, прибули на Раду отаманів Чорний Ворон (Черненко), Василь Шкляр, Лютий (Ялисей Черевик), Степан Бондаренко, Іван Філоненко, Сергій Клепач, Йосип Коваль, Корній Манько, Олександр Воїнов-Ґонта, Яремчук, Стулій та Кость Здобудь-Воля. Там, за допомогою зрадників, їм було представлено засланих чекістами нових «представників Уряду УНР», Петра Трофименко (що став командувачем, придуманної чекістами «Чорноморської повстанської групи» під псевдонімом «генштабу полковник Гамалія») та «сотника Завірюху» (начальника штабу групи чекістів Терещенка). На жаль, більшість отаманів висловилися за підпорядкування «штабу Гамалії».
  У вересні отаман Чорний Ворон з загоном у кількості 160 козаків знищив Березівський та Антонівський виконкоми. Голову Антонівського виконкому А.Грабовського розстріляли. В тому ж місяці загони отаманів Свища та Чорного Ворона пустили під відкіс кілька поїздів.
Як доповідав секретний чекістський сексот, у розмові з Чорним Вороном довідався, що на одному заводі в Миколаєві до виступу підготовлено 350 чоловік. Окрім цього, повстання підтримають 300 німців-колоністів. Взагалі до війни готові 1500—2000 чоловік. Було заплановано, що «5-та Миколаївська дивізія» Чорного Ворона відповідає за Кривий Ріг, німецькі колонії до Дніпра і Херсона та район Миколаєва, Ольвіополя, Березівки та ст. Долинської, а «4-та Олександрійська дивізія» Лютого-Черевика бере відповідальність за П'ятихатки — Дніпровське, район уздовж Дніпра до лінії Кривий Ріг та Долинську залізну дорогу до ст. Медерове.
  Загальне враження Трохименко і Терещенко сформулювали у звіті так: «Организация востания почти закончилась — ждут сигнала (…). Характерно отметить, что фигурирующие в деле лица изверились в закордонном центре, связи с ним не имеют и от него не зависят»
  У вересні 1922 року на інспірованому чекістами з'їзді у Звенигородці були заарештовані більшість отаманів та повстанських командирів, в тому числі і начальник штабу Чорного Ворона Кость Здобудь-Воля.
  У жовтні-листопаді 1922 року більшовики намагаючись остаточно знищити діяльність повстанців заарештували в селі Варварівка, яка була одним з опорних пунктів Чорного Ворона, 80 осіб за сприяння «бандитизму». Окупанти називали це село «бандітскі настроєним».
  Після арешту значної частини отаманів та ряду провалів на місцях, вже не могло бути й мови про загальне повстання. З перехопленого чекістами листа своїй дружині, вони довідалися, що Чорний Ворон має намір виїхати з району, де його обклали засідками. Можливо отаман планував емігрувати.  
  13 листопада чекісти намагалися в селі Варварівка заарештувати Чорного Ворона та Філоненка. Чекісти оточили хату де перебував отаман, розпочалася перестрілка. Жителі села прийшли на допомогу отаману і відкрило вогонь по чекістам, внаслідок якого чекісти в паніці розбіглися. У грудні в селі під час бою з чекістами загинули Іван Філоненко та Корній Манько.
У листопаді 1922 органами ЧК проведено операцію проти бойових петлюрівських частин в Катеринославській, Миколаївській, Кременчуцькій та частині Київської губернії, головна база — в Криворіжжі, де оперував отаман Черненко (Чорний ворон — командир п'ятої дивізії повстанської армії УНР), згідно з донесеннями, дивізію Черненка розбито, заарештовано 90 вояків. (ЦДАГО України, ф. 1, оп. 20, спр. 1109). Того ж місяця Криворізьке ДПУ завдало ще одного дошкульного удару повстанцям, розкривши та ліквідувавши підпільну організацію Сірка (Василя Шкляра).
У грудні 1922 року в одному з боїв поблизу Долинської Чорного Ворона було тяжко поранено. Для лікування його відвезли підводою на ст. Долинська, де була залізнична лікарня. Але у Долинській його було виявлено працівниками ДПУ, при спробі арешту отаман пустив кулю собі у скроню.

## Вшанування пам'яті
В місті Новий Буг існує вулиця Платона Черненка.